# Liste der Monuments historiques in Boissise-la-Bertrand
Die Liste der Monuments historiques in Boissise-la-Bertrand führt die Monuments historiques in der französischen Gemeinde Boissise-la-Bertrand auf.

## Liste der Objekte
| Bezeichnung                                                                 | Beschreibung                                                                            | Standort                                  | Kennzeichnung | Schutzstatus | Datum | Bild |
| --------------------------------------------------------------------------- | --------------------------------------------------------------------------------------- | ----------------------------------------- | ------------- | ------------ | ----- | ---- |
| Gemälde Der gute Hirte                                                      | Ölfarbe auf Leinwand, 19. Jahrhundert, nach Philippe de Champaigne                      | in der Kirche St-Germain-d’Auxerre (Lage) | PM77004169    | Inscrit      | 1982  |      |
| Gemälde Madonna mit Kind                                                    | Tafelgemälde, Anfang des 16. Jahrhunderts, aus der Werkstatt von Quentin Massys         | in der Kirche St-Germain-d’Auxerre (Lage) | PM77000127    | Classé       | 1905  |      |
| Tabernakel des Hauptaltars                                                  | Holz, vergoldet, 18. oder 19. Jahrhundert                                               | in der Kirche St-Germain-d’Auxerre (Lage) | PM77003281    | Inscrit      | 1979  |      |
| Skulptur eines Heiligen                                                     | möglicherweise Johannes der Täufer; Holz, farbig gefasst und vergoldet, 18. Jahrhundert | in der Kirche St-Germain-d’Auxerre (Lage) | PM77000131    | Classé       | 1955  |      |
| Gemälde Madonna mit Kind, umgeben von Heiligen                              | Tafelgemälde, 15. Jahrhundert                                                           | in der Kirche St-Germain-d’Auxerre (Lage) | PM77000126    | Classé       | 1905  |      |
| Kanzel                                                                      | Holz, 19. Jahrhundert                                                                   | in der Kirche St-Germain-d’Auxerre (Lage) | PM77004167    | Inscrit      | 1982  |      |
| Gemälde Heimsuchung                                                         | Ölfarbe auf Leinwand, 19. Jahrhundert, nach Philippe de Champaigne                      | in der Kirche St-Germain-d’Auxerre (Lage) | PM77004170    | Inscrit      | 1982  |      |
| Gemälde Verklärung Christi                                                  | Ölfarbe auf Leinwand, Ende des 18. Jahrhunderts, nach Raffael                           | in der Kirche St-Germain-d’Auxerre (Lage) | PM77004845    | Inscrit      | 2005  |      |
| Grabstein für Jean Poupard                                                  | Stein, 1641                                                                             | in der Kirche St-Germain-d’Auxerre (Lage) | PM77004168    | Inscrit      | 1982  |      |
| Zwei Gemälde Der Erzengel Michael bezwingt den Drachen und Erzengel Gabriel | Ölfarbe auf Leinwand, 19. Jahrhundert, nach Raffael                                     | in der Kirche St-Germain-d’Auxerre (Lage) | PM77004171    | Inscrit      | 1982  |      |
| Stuhl                                                                       | Holz, Rohrgeflecht, Ende des 17. Jahrhunderts; 1965 gestohlen                           | in der Kirche St-Germain-d’Auxerre (Lage) | PM77000129    | Classé       | 1939  |      |
| Gemälde Wunderbare Madonna von Wranau                                       | Tafelgemälde, 1676                                                                      | in der Kirche St-Germain-d’Auxerre (Lage) | PM77000128    | Classé       | 1906  |      |
| Gemälde Abendmahl in Emmaus                                                 | Ölfarbe auf Leinwand, zweite Hälfte des 19. Jahrhunderts, von Paul Mathey               | in der Kirche St-Germain-d’Auxerre (Lage) | PM77004535    | Inscrit      | 1986  |      |
| Retabel des Hauptaltars                                                     | Holz, vergoldet, 18. und 19. Jahrhundert                                                | in der Kirche St-Germain-d’Auxerre (Lage) | PM77002319    | Inscrit      | 1977  |      |
| Zwei Sessel und zwei Betstühle                                              | Holz und Stoff, 19. Jahrhundert                                                         | in der Kirche St-Germain-d’Auxerre (Lage) | PM77004173    | Inscrit      | 1982  |      |
| Gemälde Betender Mönch                                                      | Ölfarbe auf Leinwand, 19. Jahrhundert, von Alphonse Muraton                             | in der Kirche St-Germain-d’Auxerre (Lage) | PM77004172    | Inscrit      | 1982  |      |
| Sechs Stühle                                                                | Holz, Rohrgeflecht, 18. Jahrhundert; fünf davon 1965 gestohlen                          | in der Kirche St-Germain-d’Auxerre (Lage) | PM77000130    | Classé       | 1939  |      |
| Gemälde Allegorie der Caritas                                               | Ölfarbe auf Leinwand, zweite Hälfte des 16. Jahrhunderts, Jacob de Backer zugeschrieben | in der Kirche St-Germain-d’Auxerre (Lage) | PM77002115    | Classé       | 1996  |      |